# Jean Louis Nicodé

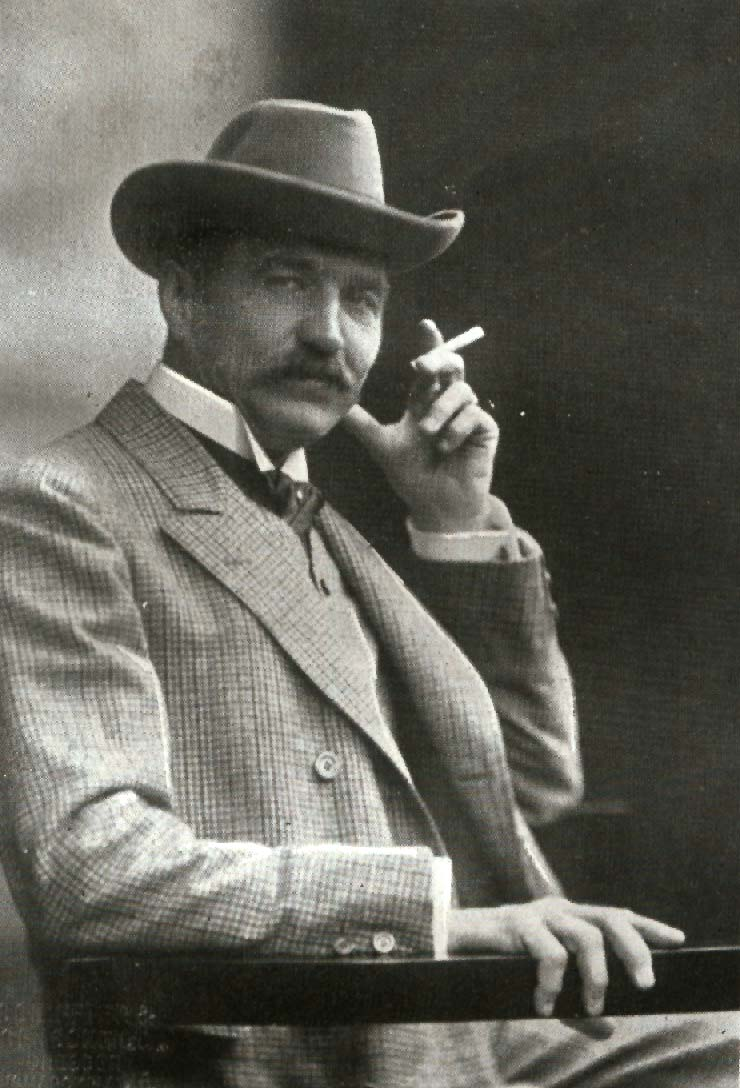
Jean Louis Nicodé.

Jean Louis Nicodé, född 12 augusti 1853 i Jersitz vid Posen, död 14 oktober 1919 i Langebrück, var en tysk tonsättare.
Nicodé studerade i Berlin under Theodor Kullak, Richard Wüerst och Friedrich Kiel. Han var pianolärare vid konservatoriet i Dresden 1878–85 och därefter till 1888 dirigent för de filharmoniska konserterna där. Nicodés förnämsta komposition är det på patetiska och måleriska delar rika, i Hector Berlioz och Franz Liszts stil hållna "symfoniodet" Das Meer för stor orkester, orgel och manskör (1888). Vidare märks Symphonische Variationen för orkester (1884), de symfoniska dikterna Maria Stuart, Die Jagd nach dem Glück och Gloria (med slutkör) samt orkestersviter, sonater, etyder och sånger.